# Karl Hermann Haupt
Karl Hermann Haupt (* 16. April 1904 in Halle a. d. Saale; † zwischen 9. November und 14. November 1983 in Berlin-Tempelhof) war ein deutscher Maler, Grafiker, Fotograf und Designer.

## Leben
Haupt besuchte nach dem Studium der Malerei an der Kunstgewerbeschule in Halle von 1923 bis 1924 am Bauhaus Kurse u. a. bei Josef Albers und László Moholy-Nagy sowie bei Paul Klee, Wassily Kandinsky und Walter Gropius. Danach war er Meisterschüler an der Burg Giebichenstein und Teilnehmer der Theaterklasse sowie als Maler in der Textilindustrie Krefeld tätig. 1931–1934 folgte die Weiterbildung bei Johannes Itten an der Höheren Fachschule für Textile Flächenkunst in Krefeld, wo er daraufhin bis 1938 als Musterzeichner bei den Vereinigten Seidenwebereien beschäftigt war. Nach 1946 war Karl Hermann Haupt Lehrbeauftragter an der Kunsthochschule Berlin-Weißensee sowie Graphiker und Fotograf an der Akademie der Wissenschaften. Er ist mit Werken in  Museen im In- und Ausland vertreten.
Haupt war geschieden. Karl Hermann Haupt starb zwischen dem 9. November 1983 und dem 14. November 1983 in seiner Wohnung in der Hildburghauser Straße 29 in Berlin-Tempelhof im Alter von 79 Jahren.

## Werke (Auswahl)
Hommages
- Hommage à Bauhaus (Papierarbeit/Collage); 1926[4]
- Hommage à Mondrian (Tinte/Gouache); 1928[5]

Selbstporträts
- Typographisches Selbstporträt (Holz, bemalt, geklebt); 1925[6]
- Selbstporträt (Skulptur); 1925[7]
- Selbstbildnis (Gemälde); 1924[8]
- Selbstbildnis (Wasserfarbe über Bleistift) um 1922[9]
- Werke des Künstlers (23 Fotografien im Rahmen)[10]

Kompositionen
- Abstrakte Komposition (Gemälde); 1924[11]
- Geometrische Komposition (Aquarell); um 1925[12]
- Konstruktivistische Komposition (Tinte, Collage); 1923[13]
- Komposition mit gelbem Strahl (Aquarell über Bleistift), um 1923[14]
- Komposition mit Löwe (Holzschnitt, von Hand koloriert), 1923[15]
- Surreale Komposition (Gemälde/Collage); 1926[16]

Figürliches
- Liegende (Gemälde); 1923[17]
- Seiltänzer (Gemälde); 1924[18]
- Rote Figur (Gemälde), 1924[19]
- Der Trinker (Gemälde); 1925[20]

Landschaftliches
- Landschaft mit Brücke (Aquarell); ca. 1923[21]
- Landschaftlich mit roter Sonne (Wasserfarbe über Bleistift), 1923[22]
- Schlanke Bäume vor Architektur (Aquarell); 1923[23]
- Burg Giebichenstein (Wasserfarbe, Tinte), 1924[24]
- Kubistische Häuser (Gemälde); 1925[25]
- Landschaft mit Wintersonne (Kreide/Tusche); 1937[26]